# Make (Botswana)
Pour l’article homonyme, voir Make.
Make (Botswana) est une ville du Botswana.